# Sepiola tichomořská

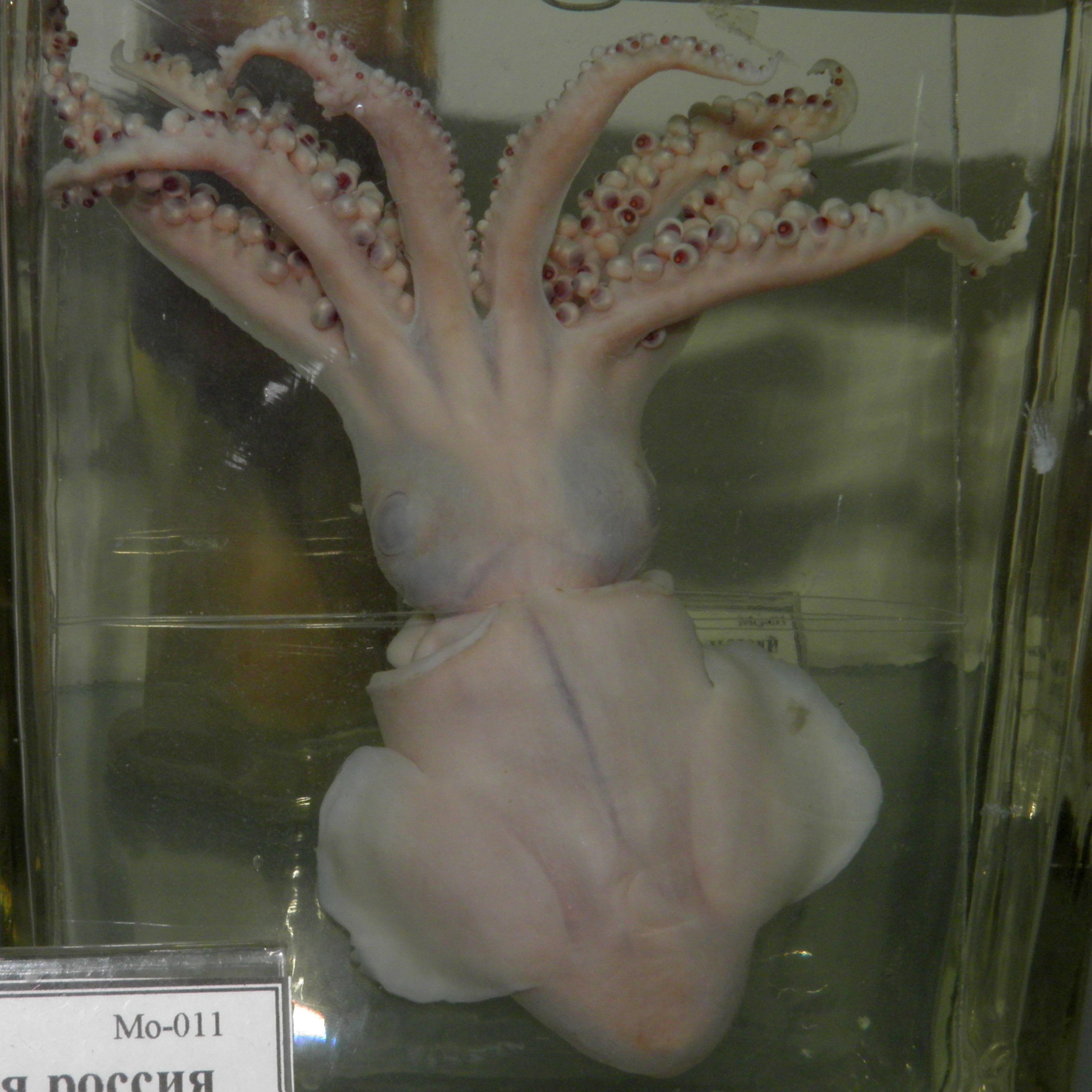
Muzeální vzorek

Sepiola tichomořská (Rossia pacifica) je druh sepioly, jež jsou příbuzné sépiím. Tito hlavonožci žijí v severním Tichém oceánu. Mají osm menších chapadel a dvě delší zatažitelná lovná chapadla jako sépie, pobývají však blízko mořského dna jako chobotnice. V zimním období bývají vidět na písčitých svazích v nepříliš hluboké vodě, kde nejsou silné proudy. V létě se stěhují do hlubších vod, kde přivádějí na svět potomstvo.

## Popis
Patří k desetiramenným hlavonožcům, takže má na hlavě dvě zatažitelná lovná chapadla a osm příústních ramen. Jedná se o malý druh s délkou pláště na hřbetu asi 5 cm u samiček a asi 3–4 cm u samečků. Celková délka včetně ramen (ale nikoli chapadel) je u samiček asi 11 cm, u samečků cca 9 cm. Kromě chapadel jsou na hlavě ještě dvě velké oči a ústní otvor, jenž se nachází uprostřed mezi rameny. První pár ramen je kratší než ostatní, třetí pár je nejdelší. Chapadla mají kruhovitý průřez a každé je opatřeno až čtyřmi řadami přísavek ve střední části a dalšími dvěma řadami umístěnými na jiném místě. Lovná ramena mají kyjovitě rozšířené konce s přísavkami a zatahují se do prohlubní v hlavě. Natažená mohou být stejně dlouhá jako tělo sepioly. Plášť je 1,5 až 2x delší, než je jeho šířka, není vpředu spojen s hlavou a je zploštěný. Tělo neobsahuje sépiovou kost typickou pro čeleď sépiovitých. Na každé straně těla se nachází jedna velká polokruhovitá ploutev se širokou základnou. Hřbet bývá obvykle červenohnědě zbarvený, s malými hnědými či žlutavými skvrnami, avšak je-li jedinec něčím vyplašen, mění se jeho barva na šedozelenou.

## Výskyt a stanoviště
Sepiola tichomořská žije v severním Tichém oceánu. Oblast jejího výskytu se rozkládá od Korey, Japonska a Beringova moře k západnímu pobřeží Severní Ameriky a na jih až po Kalifornii. Pohybuje se v hloubkách od 20 do 1350 m. Podle vědců z Výzkumného institutu akvária montereyského zálivu (MBARI) však byli jedinci spatřeni i ve větší hloubce. V Pugetově zálivu ji lze v zimním období pozorovat v oblastech, kde jsou bahnité a písčité svahy daleko od silných mořských proudů v hloubkách méně než 300 m. V létě se však přesouvá do větších hloubek. Pokud jde o nálezy v pobřežních oblastech, jednalo se obvykle o šelfové vody s hloubkou 16–370 m. Výjimečně byli pozorováni jedinci, jak v noci plují k pobřeží v přílivové zóně. Bylo zjištěno, že tento hlavonožec dokáže žít a přežít ve značně znečištěných vodách městských zálivů na západním pobřeží Spojených států.

## Chování
Obvykle se drží u dna a pohybuje se v kruhu buď pomocí ploutví, nebo reaktivním způsobem – nasáváním vody a vytlačováním jejího proudu z plášťové dutiny pohyblivou lokomoční trubicí (hyponom), která je umístěna hned pod hlavou. Je-li sepiola ohrožena, vypustí za sebe velkou skvrnu hustého černého barviva a prchá pryč s využitím reaktivního pohybu. Jako noční živočich tráví den napůl zahrabaná v usazeninách na mořském dně. Zahrabává se tak, že namíří proud vody z lokomoční trubice do písku a vytvoří tak trychtýřovitou brázdu, do níž se uloží a pomocí dvou ramen se zasype pískem tak, že nechá vykukovat pouze oči. V tomto klidovém stavu skládá ramena pod hlavu.

### Potrava
Sepiola tichomořská má rohovité čelisti připomínající zobák. Její potravu tvoří z více než 80 % krevety, ale i další korýši, jako jsou malí krabi, dále menší ryby a v neposlední řadě i ostatní hlavonožci. Na svou kořist číhá, pozorně ji sleduje a v příhodnou chvíli zaútočí pomocí lovných ramen s přísavkami.

## Rozmnožování
Páření probíhá koncem léta a na podzim v hlubokých vodách. Samec přenese svým hektokotylovým chapadlem, což je první levé rameno, spermatofory (pouzdra se spermiemi) do plášťové dutiny samice a následně obvykle uhyne. Samice se ještě postará o vajíčka, a protože nepřijímá potravu, krátce po jejich vylíhnutí též hyne. V té době jsou oběma, samci i samici, asi dva roky. Samice běžně klade mezi 25 až 50 vajíčky, která v menších skupinkách lepí na spodní stranu kamenů, škeblí nebo mořských řas. Tyto obaly jsou krémově bílé, pevné a odolné. Vajíčka dozrávají po 4 až 9 měsících bez jakékoli následné péče. Vajíčko o průměru 4–5 mm je umístěno ve větším obalu (8 mm na 15 mm). Čerstvě vylíhlá mláďata jsou zmenšenou verzí dospělých sepiol.

## Poddruhy
Jsou známy dva poddruhy sepiol tichomořských:
- Rossia pacifica diegensis Berry, 1911
- Rossia pacifica pacifica Berry, 1911